# بيز تومول
بيز تومول (بالإنجليزية: Piz Tomül)‏ هو أحد جبال سلسلة جبال الألب ليبونتيني ويقع في كانتون غراوبوندن في سويسرا. يحتل المرتبة رقم 231 في قائمة جبال سويسرا من حيث الارتفاع، إذ يبلغ ارتفاعه حوالي 2946 متر، بينما يبلغ ارتفاع نتوء الجبل 534 متر، هذا وقد سجل أول وصول لقمة الجبل عام 1807.